# Galunggung
Galunggung je stratovulkán v Západní Jávě v Indonésii, vysoký 2 168 m n. m. Leží asi 40 kilometrů východoseverovýchodně od města Papandayan a 16 kilometrů severozápadně od města Tasikmalaya, pro jehož více než 700 000 obyvatel představuje přímé ohrožení.

## Erupce
K poslední větší erupci došlo v roce 1982. Tato erupce vzbudila pozornost celého světa tím, že ve vzniklém mraku sopečného popela přestaly fungovat motory letounu Boeing 747, který byl následně nucen nouzově přistát v Jakartě.
Dalšíí erupce proběhla v lednu 1984, nicméně na indexu vulkanické aktivity dosáhla jen stupně VEI 1.[zdroj?]